# Unkus

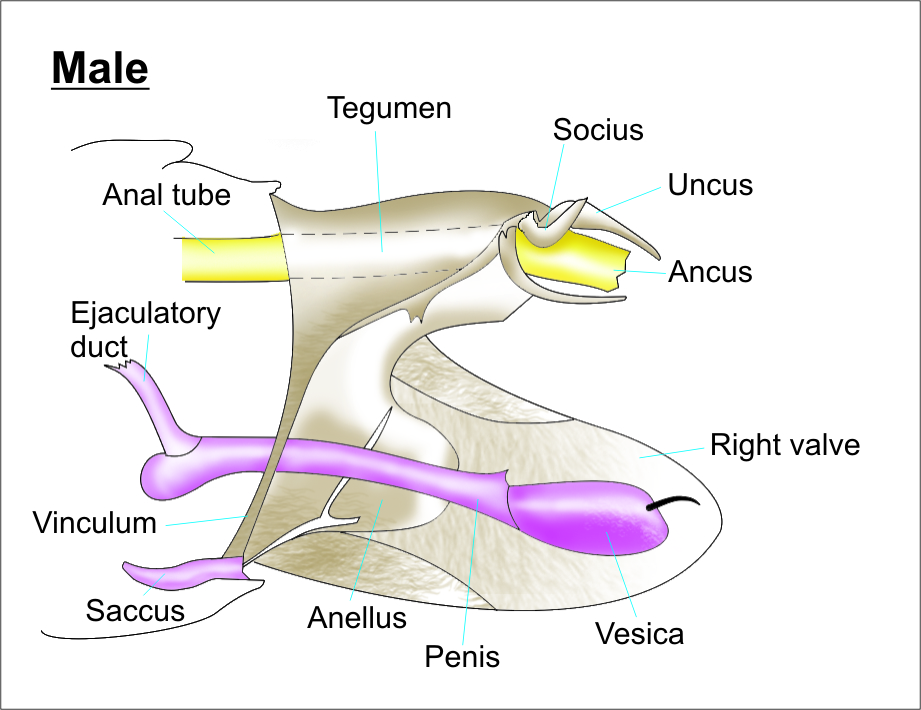
Samcze narządy genitalne motyla

Unkus (łac. uncus) – w ogólnym sensie jest to struktura w postaci zakrzywionego haka wyrastająca z trójkątnej płytki grzbietowej i skierowana ku dołowi. Występuje u samców motyli, muchówek i niektórych innych grup.
Może też oznaczać haczykowaty wyrostek tworzący krawędź otworu odbytowego.

## Motyle
W wąskim sensie unkus to struktura wystająca środkowo-grzbietowo z tegumenu (tegumen) samców motyli. Jest to struktura najsilniej oddalona ku tyłowi, nieparzysta, połączona stawowo u nasady z tegumenem. Kształt unkusa jest różny. Zwykle jest on niepodzielony, ale czasem bywa dwu- lub trójwidlasty. Może też być zredukowany lub nieobecny. Unkus powstaje prawdopodobnie przez oddzielenie od dziesiątego somitu odwłoka.
U Opostegidae unkusa brak. Podobnie u Cemiostomidae. Niesobkowate (Hepialidae) mają unkus silnie zesklerotyzowany, przygięty do dołu i niekiedy czarny. U Eriocraniidae jest rozwidlony. Blastobasidae mają unkus krótki i gruby, a u Ethmidae połączony jest stawowo z gantosem. U piórolotkowatych ma zwykle kształt zagiętego, pazurkowatego wyrostka na szczycie tegumenu. U omacnicowatych jest zawsze dobrze rozwinięty. U miernikowcowatych unkus przybiera zazwyczaj formę smukłego, zaostrzonego stożka, choć niekiedy może być rozdwojony, jak u niektórych Cidaria. U wielu zwójkowatych jest on silnie wydłużony i zesklerotyzowany, choć u innych może być tylko niewielkim, słabo stwardniałym wzgórkiem. U trociniarkowatych jest on zakończony ostrym, podgiętym kolcem. Sówkowate mają unkus długi i zwykle wąski, u niektórych gatunków łopatowato rozszerzony. U powszelatkowatych jego długość i szerokość mogą być różne.